# Sirocyphis nivea
Sirocyphis nivea är en svampart som beskrevs av Clem. 1909. Sirocyphis nivea ingår i släktet Sirocyphis, divisionen sporsäcksvampar och riket svampar.   Inga underarter finns listade i Catalogue of Life.